# Krikliniai
Krikliniai is een plaats in het Litouwse district Panevėžys. De plaats telt 290 inwoners (2001).